# Christiansholmsvej (Gentofte)
Christiansholmsvej er en vej i Gentofte Kommune i bydelen Klampenborg. Vejen er opkaldt efter det nærliggende landsted Christiansholm.
| Trafik | Spire Denne trafikartikel er en spire som bør udbygges. Du er velkommen til at hjælpe Wikipedia ved at udvide den. |

|  | Denne artikel om en bygning eller et bygningsværk kan blive bedre, hvis der indsættes et (bedre) billede. Du kan hjælpe ved at afsøge Wikimedia Commons for et passende billede eller lægge et op på Wikimedia Commons med en af de tilladte licenser og indsætte det i artiklen. |

55°46′17.58″N 12°35′3.73″Ø / 55.7715500°N 12.5843694°Ø